# 株主の差止請求
株主の差止請求（かぶぬしのさしとめせいきゅう）とは、株式会社の株主が取締役の違法行為や定款に違反する行為などを事前に差し止めるための制度である。違法行為等の差止請求権は株主代表訴訟と同じく、株主による会社経営の監督に寄与する。
他方、新株発行の差止請求権は株主個人の利益を守るための制度である。
- 会社法について以下では、条数のみ記載する。

## 違法・定款違反行為の差止め
会社法では「株主による取締役の行為の差止め」と表現されている（360条）。取締役が会社の目的の範囲外の行為または、法令もしくは定款に違反した行為をしている・するおそれがある場合に、それによって会社に「著しい損害」が生じるおそれがあるときには、株主はその行為の差止めを請求できる。ただし、会社が監査役設置会社・委員会設置会社であるときは、「著しい損害」ではなく「回復することができない損害」が必要になる。
このとき、会社にもそれを差し止める権限が当然あると考えられている。しかし経営陣の暴走を会社自身が差し止めることが期待できない場合もあり、そのため360条はそうした取締役の行為を差し止める権利を株主に与えている。この制度を株主の差止請求という。
この規定は、会社の清算人についても準用されている（482条4項）。また、委員会設置会社では、執行役の行為の差止めとして同様の制度が設けられている（422条）。
公開会社では、差止請求をすることができる株主に一定の制限がある。すなわち、6ヶ月前から引き続き株式を保有している株主でなければならない。（ただし、定款で6ヶ月を下回る期間を定めることも可能。）これは会社経営の攪乱を狙う者の請求を排除する狙いがあるが、たとえ1株であっても6ヶ月以上それを保有している株主であれば差止請求をすることができる。他方、公開会社でない会社については、この制限はない。
差止請求は、差止の対象となる行為をしようとしている取締役に対して行う。裁判手続を利用せずに当該取締役に対して差止めを請求することも可能であるが、実効性の点では疑問が残る。そこで、その取締役を被告として差止めの訴えを提起し、必要ならば民事保全法に基づき差止の仮処分を申請するという方法もある。
株主による差止めの訴えの具体的な内容について会社法上の規定はない。しかし株主代表訴訟と本質的には類似のものである。つまり、差止めの訴えは本来ならば会社が取締役に対して行使すべき差止請求権を株主が会社に代わって行使するのであるから、判決の効果は株主ではなく会社に対して生じる。また、専属管轄等についても代表訴訟の手続が類推適用されると考えられている。ただし、株主代表訴訟においてはまず会社に対して取締役に対する訴訟を提起するよう請求をしなければならないと規定されているが、差止請求の場合には会社への請求をすることなく初めから訴訟を提起することも許される。これは差止請求においては迅速性が要求されるためである。
差止請求または差止の仮処分があったにもかかわらず、取締役がこれに反して行為を強行する場合もある。そうした行為の効力は本来無効とするべきであるが、会社経営においては利害関係人が多数に上る。そのため、そうした事情について知らない者（善意の第三者）に対しては有効な行為として扱うべきと考えられている。
なお監査役も同趣旨の差止請求権を持っている（385条）。この差し止め請求権は、「著しい損害」が生じるおそれのある場合に行使することができる。この場合、差止の仮処分を申請する際に担保を提供する必要がないことが定められている。ただし、定款によって監査役の監査の範囲を会計に関するものに限定した場合、監査役にこの権限はない。

## 新株発行の差止
会社が新たに株式を発行する（新株発行）に際しても、株主には差止請求が認められている。すなわち、会社が法令もしくは定款に違反、または著しく不公正な方法によって株式を発行することによって株主が不利益を受けるおそれがある場合、株主はその新株発行について差止を請求できる（210条）。この請求は訴訟を提起せずに行うこともできるが、通常は新株発行差止めの訴えを提起することによって行われる。訴えによって請求を行う場合には、発行差止の仮処分を申請することもできる。この仮処分に違反して行われた新株発行は新株発行無効の訴えによって無効とすることができる（最高裁判所平成5年12月16日第一小法廷判決 民集47巻10号5423頁）。
新株発行に際し、金融商品取引法により有価証券届出書を提出する義務のある会社においては、払込み期日の25日前までに届出義務が、その他の公開会社においては、2週間前までに通知または公告義務（201条3項・4項）があり、公開会社でない会社においては、株主総会における議決が必要なこと（199条2項）から、このことによって、株主に対する新株発行の差止めの訴え及び仮処分を提起する機会が与えられる。
なお、新株予約権および新株予約権付社債の発行についても同様の差止請求が可能である（247条）。
前述の取締役による違法行為等に対する差止請求権が会社の利益を守るための制度であるのに対し、新株発行の差止は株主の個人的利益を守るための制度である。そのことは前者においては「会社」に損害が生じるおそれのあることを要件としているのに対し、後者においては「株主」が不利益を受けるおそれを要件としている点によく表れている。
「著しく不公正な方法」の具体的な内容について会社法は言及しておらず、解釈に委ねられている。裁判例を見ると、資金調達以外の目的、すなわち特定の株主の持株比率を低下させ、現在の支配権を維持することを主要な目的としてなされた新株発行が「著しく不公正な方法」による新株発行に該当するとして差止の仮処分を認めたものがある（「忠実屋・いなげや事件」東京地方裁判所平成1年7月25日決定 判例時報1317号28頁）。その判決ではたとえ支配権維持が主要な目的でないとしても特定の株主の持株比率低下を認識しつつ行った新株発行にそれを正当化するだけの理由がなければやはり「著しく不公正な方法」として差止の対象になるとしている。
新株発行の「主要な目的」がなんであるかによって「著しく不公正な方法」にあたるか否かを判断する判決が昭和40年代後半以降に多く出された。その一方で、具体的な資金調達目的があれば差止の対象とならないとした判決もある（大坂地方裁判所平成2年7月12日決定 判例時報1364号104頁）。
新株が株主以外の第三者に対し、特に有利な発行価額によって割り当てる場合（有利発行という）には、公開会社でない会社であっても株主総会における特別決議が必要である（199条3項、201条1項）。それを経ないで行われた新株発行は法令に違反することになるため、新株発行の差止め請求をすることができる。

## 事例
オートバックスセブンが発行した新株予約権付社債発行をオートバックス社の株主であるSilchester International Investors, International Value Equity Fund社が東京地方裁判所に対し、新株予約権付社債発行差止仮処分の申立てを行った。
金融・商事判例No.1281/2008年1月1日号によると、東京地方裁判所の決定要旨は、「本件新株予約権付社債の発行が有利発行に該当するとはいえない。」というものであり、Silchester International Investors, International Value Equity Fund社の新株予約権付社債発行差止請求を棄却した。これは新株予約権付社債発行差止の仮処分請求が棄却された初の事例である。
また、債務者側で算定を行ったのはプルータス・コンサルティングであり、債権者側で算定を行ったのはクレジット・プライシング・コーポレーションである。債務者側の算定人であるプルータス・コンサルティングは本算定において、モンテカルロ・シミュレーションという手法を採用し、債務者の将来株価のシミュレーションを行い、ある一定の前提を置いた発行者（債務者）、投資家の行動の結果、発生した将来の投資家の利益を現在価値に割り戻すという方法で、算定した結果、本件新株予約権単体の価値は、額面金額1億円の社債当たり198万円の算定結果を出した模様である。

## その他差止請求事例
- サンテレホン事件
- クオンツ事件
- オープンループ事件
- TRNコーポレーション事件